# Slagstift
En slagstift er en del af fyring mekanismen, der anvendes i et skydevåben eller eksplosiv anordninger, som f.eks en M14 landmine eller bombe. En slagstift kan have mange former, selvom de typer der anvendes i tændingsmekanismer til engangsbrug enheder (såsom landminer, artilleri-granater, klyngeammunition og granater mv) har generelt et spidst punkt.

## Billeder
- En M14 landmine, der viser den integrerede slagstiften.
- Hammer med integreret slagstift på en Smith & Wesson Model 13 revolver.
- Mauser M 98's bolt og slagstift og sikkerhed mekanisme fjernet.

| Våben | Spire Denne artikel om våben er en spire som bør udbygges. Du er velkommen til at hjælpe Wikipedia ved at udvide den. |